# Федерация бадминтона Азербайджана
Федерация бадминтона Азербайджана (азерб. Azərbaycan Badminton Federasiyası) — организация, занимающаяся проведением соревнований по бадминтону на территории Азербайджана. 

## История бадминтона в Азербайджане
В 1962 году в Азербайджанской ССР создана Федерация бадминтона Азербайджанской ССР. 
В 1962 году в Баку прошли первые соревнования и чемпионат по бадминтону.  В 1963 году прошло первенство Азербайджана по бадминтону.
На прошедшем в 1969 году в Клайпеде первенстве СССР по бадминтону Г. Хадиев стал чемпионом по бадминтону. В 1976 году на первенстве в Могилёве М. Оруджев также стал чемпионом. 
В 1996 году основана Федерация бадминтона Азербайджана. С 1997 года является членом Всемирной федерации бадминтона и Европейского союза бадминтонистов.
В 1997 году на Спортивных Исламских играх среди женщин Н. Мехдиева заняла 3 место.
В 1998 году азербайджанские бадминтонисты впервые после обретения независимости приняли участие на чемпионате мира и Европы по бадминтону.
В 2010 году на проводившемся в Иране международном турнире азербайджанские спортсмены в парных соревнованиях завоевали бронзовые медали.
В 2021 году впервые в истории бадминтонист из Азербайджана завоевал путёвку на летние Олимпийские игры. Страну в этом виде спорта на Играх 2020 представил Эди Рески Двичао.

## Руководство
Высшим руководящим органом федерации является Исполнительный Кoмитет, который состоит из 12 человек.

## Президенты
- Камал Абдуллаев (до 17 июня 2015)
- Микаил Джаббаров (17 июня 2015 — 8 декабря 2021)[2] -
- Талех Зиядов[азерб.](с 8 декабря 2021)[3]